# فرناند سيملين
فرناند سيملين (مواليد 1865) هو مبارز بالسيف فرنسي، مثّل بلاده في الألعاب الأولمبية الصيفية 1900.

## روابط خارجية
فرناند سيملين على موقع أوليمبيديا (الإنجليزية)